# 兰田镇
兰田镇，是中华人民共和国贵州省黔东南苗族侗族自治州天柱县下辖的一个乡镇级行政单位。

## 行政区划
兰田镇下辖以下地区：
兰田社区、兰田村、杞寨村、寨头村、黄家村、两叉村、新联村、新民村、都府村、坪寨村、烂桥村、布坪村、老寨村、高华村、岩背村、三联村、三合村、贡溪村、蒲溪村、塘干村、稳江村、闪溪村、公闪村、凤阿村、碧雅村和大雅村。